# الان ادواردز
الان ادواردز (بالإنجليزية: Alan Edwards)‏ هو ممثل أسترالي، ولد في 17 يناير 1925 في المملكة المتحدة، وتوفي في 14 يناير 2003 في أستراليا.

## وصلات خارجية
- الان ادواردز على موقع IMDb (الإنجليزية)
- الان ادواردز على موقع ألو سيني (الفرنسية)
- الان ادواردز على موقع أول موفي (الإنجليزية)
- الان ادواردز على موقع كينوبويسك (الروسية)